# The Beatles: Rock Band
Cet article concerne le jeu vidéo. Pour les autres significations, voir The Beatles (homonymie).
The Beatles: Rock Band est un jeu vidéo développé par Harmonix et édité par MTV Games. Il s'agit d'un jeu de rythme sur le thème des Beatles, célèbre groupe musical anglais des années 1960. Publié sur PlayStation 3, Xbox 360 et Wii le 9 septembre 2009, il est le troisième opus de la série Rock Band.
Basé sur une idée de Dhani Harrison, le jeu est développé entre 2007 et 2009 sous la supervision d'Apple Corps. Il bénéficie de la contribution des anciens membres des Beatles, Paul McCartney et Ringo Starr, ainsi que de Yoko Ono et Olivia Harrison, veuves des défunts membres John Lennon et George Harrison. La production musicale est rendue possible grâce à la collaboration de Giles Martin, fils du producteur des Beatles, George Martin.
Le jeu consiste à chanter avec un micro et/ou presser des boutons, en rythme avec des notes de musique défilant à l'écran, avec une guitare, une basse ou une batterie virtuelles. Compatible avec les instruments de la série Rock Band, il est aussi vendu avec des périphériques imitant les instruments originaux utilisés par les Beatles. Le jeu couvre l'ensemble de la carrière musicale du groupe, de 1963 à 1970, et propose 45 chansons jouables.
The Beatles: Rock Band remporte un important succès critique et commercial. Il est encensé pour ses qualités ludiques, visuelles et musicales, certains critiques en faisant le nouveau mètre-étalon du jeu musical. Il est par ailleurs décrit comme une expérience interactive sur les Beatles, permettant aux joueurs de mieux appréhender la carrière et la musique du groupe.

## Système de jeu

### Principe
The Beatles: Rock Band est un jeu de rythme permettant de jouer dans un groupe virtuel, jusqu'à six joueurs. Le jeu inclut trois différentes sortes de contrôleurs, modélisés d'après de vrais instruments de musique : une guitare pour le jeu principal et celui de basse, une batterie, et jusqu'à trois micros pour le chant. Le jeu consiste à utiliser les instruments pour correspondre aux notes affichées à l'écran,. Pour la guitare et la basse, il faut appuyer sur les boutons de couleur symbolisant les frettes et sur celui des cordes ; pour la batterie, il faut frapper les peaux ou appuyer sur la pédale pour simuler les notes basses. Pour ce qui est du chant, qui s'apparente au karaoké, un indicateur de hauteur renseigne le joueur sur sa proximité avec le chant original.
Chaque note ou phrase de chant réussie accroît le score du joueur, qui doit accomplir les plus longues séries possibles de notes justes. En effet, une série de quelques notes octroie un multiplicateur de score par 2, puis, si la série continue, par 3 et enfin par 4. La basse bénéficie, si la série continue, d'un « groove basse » qui multiplie son score par 5 puis 6. Outre les multiplicateurs, réussir certaines séries de notes ou phrases de chant remplit la jauge d'énergie, qui permet ensuite de déclencher un court moment de « Beatlemania » en levant sa guitare, frappant une note de batterie spéciale, ou en improvisant au chant. La Beatlemania double pendant un moment le score de tous les joueurs, et permet de rétablir les joueurs en difficulté. En effet, chaque joueur dispose également d'une jauge de performance qui se vide avec les fausses notes : lorsque celle-ci est vide, le candidat cesse de jouer jusqu'à ce qu'un camarade le sauve ou que le morceau s'arrête.
Les développeurs ont effectué quelques modifications par rapport aux jeux Rock Band précédents, afin de ne pas dénaturer la musique des Beatles. La foule est ainsi moins réactive à la performance du groupe (quand elle est présente), et ne chasse pas celui-ci de la scène en cas de mauvaise prestation. La chanson s'arrête simplement sur un écran spécial. De même, la Beatlemania ne s'active pas en faisant un solo de batterie improvisé, comme dans les jeux précédents, mais en tapant une note déjà prévue dans la partition. De même, lorsque le vibrato est utilisé par un guitariste pour remplir sa jauge d'énergie, aucune différence ne se fait entendre.

### Modes de jeu

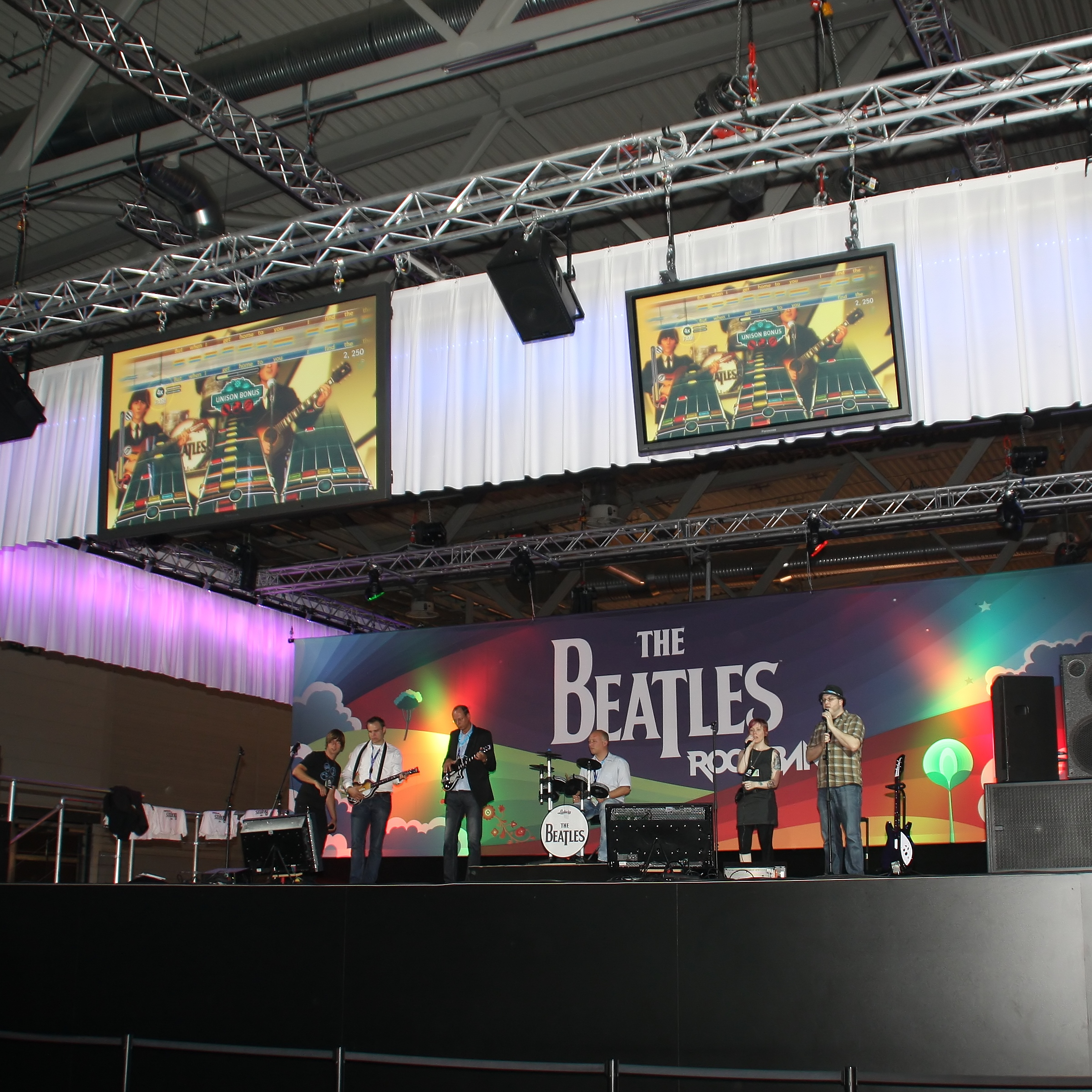
Une démonstration du jeu : sur les écrans, on peut voir l'interface du jeu sur la chanson A Hard Day's Night.

The Beatles: Rock Band propose différents modes de jeu. Le mode « Histoire » permet de revivre l'histoire du groupe, en proposant un certain nombre de chapitres. Le premier replace ainsi le joueur dans le Cavern Club de Liverpool (salle où le groupe s'est longtemps produit avant la célébrité mondiale), le deuxième reconstitue la performance durant le Ed Sullivan Show, le troisième se déroule durant le concert du groupe au Shea Stadium de New York, puis vient un concert au Budokan de Tokyo. Les chapitres suivants se déroulent dans les Studios Abbey Road, et le jeu se conclut durant le Rooftop concert de janvier 1969. Au cours de ce mode, le joueur remporte un certain nombre de photographies et d'extraits vidéo retraçant l'histoire du groupe.
Un mode « partie rapide » permet d'interpréter la chanson de son choix. Deux modes permettent aux joueurs de s'opposer : le premier demande à chaque adversaire de jouer le morceau en alternance, tandis que l'autre fait jouer aux deux opposants le même morceau en même temps, la victoire allant à la meilleure performance.
Enfin, plusieurs modes d'entraînement complètent le jeu. Il s'agit de didacticiels pour apprendre les techniques de base de chaque instrument et d'un mode permettant de jouer les chansons, au ralenti ou section par section, de façon à mieux les travailler. Un mode « Académie de batterie » permet aussi d'apprendre à maîtriser certaines techniques de jeu plus complexes. Un mode spécial permet également de s'entraîner à chanter en harmonie à plusieurs.
Chaque chanson est jouable en quatre modes de difficulté (facile, normal, difficile et expert), qui affichent plus ou moins de notes. Ainsi, le mode facile en guitare et basse ne demande d'utiliser que trois des cinq boutons de frette, et les notes sont plus espacées sur la partition, tandis que le mode expert fait jouer toutes les notes de la chanson. En chant, la difficulté influe sur la justesse minimum requise. Un « mode sans échec » (activé par défaut en mode facile) permet de ne pas arrêter la chanson malgré les fausses notes répétées.

### Contrôleurs de jeu
Le jeu est compatible avec les contrôleurs conçus pour les jeux Rock Band précédents, ainsi que certains contrôleurs de la série Guitar Hero, ce qui évite aux habitués d'avoir à racheter les coûteux instruments.
Par ailleurs, des instruments spéciaux ont été conçus pour l'édition Beatles : des guitares imitant la Rickenbacker 325 de Lennon et de la Gretsch d'Harrison, une basse réplique de l'Höfner « violon » de McCartney et une batterie semblable à la Ludwig de Ringo Starr.

## Développement

### Genèse
L'idée de ce jeu surgit lors d'une rencontre fortuite entre le président de MTV Van Toffler et Dhani Harrison, le fils du guitariste des Beatles, George Harrison, au cours des vacances de Noël 2006. À cette époque, MTV venait juste d'acquérir les studios Harmonix, avec les développeurs des premières versions de Guitar Hero,. Dhani Harrison, connaissant déjà la franchise Guitar Hero et au courant de la récente acquisition de MTV, suggère de créer un jeu basé sur les Beatles. Bien que Toffler et Harrison considèrent tous deux le projet comme improbable, leur rencontre enclenche des discussions plus avancées avec le président d'Harmonix, Alex Rigopulos. En même temps, Dhani Harrison intervient pour introduire le concept du jeu Rock Band auprès Apple Corps et de ses principaux ayants droit, Paul McCartney, Ringo Starr, et Yoko Ono,.
Les premières entrevues sont organisées avec les ayants droit, leur présentant un prototype du jeu pour les intéresser au projet. À l'issue de ces démonstrations, Apple Corps demande notamment que le jeu propose des chansons couvrant l'intégralité de la carrière des Beatles. En conséquence, Harmonix développe une version de démonstration plus complète, qui utilise des exemples de musique et d'artwork que les développeurs envisagent pour le jeu. En février 2008, la démo est terminée et contient cinq chansons, dont Here Comes the Sun et son thème sur les rêves. Elle permet ainsi de gagner l'approbation de McCartney, Starr, et Olivia Harrison, et de leur donner un rôle plus marqué au sein du projet,,.
Pour Apple Corps, The Beatles: Rock Band est un nouveau moyen d'introduire la musique du groupe auprès du public. Les ayants droit approuvent les chansons et les lieux qui doivent apparaître dans le jeu, et donnent leur avis sur le style graphique, la représentation des personnages, et les storyboards des séquences animées,. Paul McCartney et Ringo Starr ont vérifié l'exactitude de certaines anecdotes de l'histoire des Beatles, tandis que Yoko Ono et Olivia Harrison ont proposé des idées sur les dernières performances et les paroles de leurs époux. Sur la demande des développeurs, Ono visite les bureaux d'Harmonix, à la fin du développement, pour donner un avis critique sur certains éléments visuels,,. Selon un article de Wired News, le vice-président de la division jeux vidéo de MTV, Paul DeGooyer, aurait dit : « Elle a fait vivre un enfer aux designers. » Peu après la publication de l'article, DeGooyer clarifie la déclaration, disant que la visite était « un moment important de deux ans de développement et a été mal décrit par certains dans la presse. »
Bien que le jeu ambitionne de présenter une histoire visuelle et musicale du groupe, le jeu ne reproduit pas les périodes de trouble et de tension entre les quatre musiciens. En fait, il présente plutôt une « version fantasmagorique » des Beatles, pour offrir un meilleur divertissement. Par exemple, Ringo Starr a momentanément quitté le groupe à l'époque de l'album blanc et des sessions de Back in the USSR, mais son personnage dans le jeu est bien présent derrière sa batterie au moment de la chanson.

### Production musicale

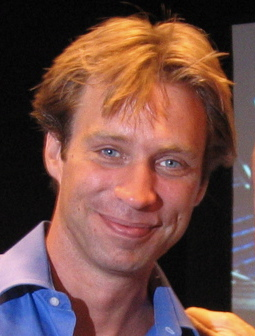
Giles Martin, producteur de The Beatles: Rock Band.

Le travail sur les chansons des Beatles représente un challenge technique important pour Harmonix, particulièrement pour les plus anciennes : ces titres, enregistrés sur deux ou quatre pistes, doivent être convertis dans un format multi-pistes compatible avec les besoins du jeu. Par exemple, lorsqu'un joueur joue une mauvaise note à la guitare, le son de celle-ci est momentanément coupé, les trois autres instruments continuant d'être joués. De telles ruptures n'étaient pas possibles à partir des remasters de 2009 des chansons du groupe. L'équipe de développement a donc utilisé le master original. Pour la production, l'équipe embauche Giles Martin, qui n'est autre que le fils de George Martin, producteur de presque toutes les chansons des Beatles. En 2006, Giles Martin avait déjà travaillé avec son père sur Love, compilation de remixes des titres des Beatles, il est donc déjà familier avec le catalogue du groupe. Durant le projet Love, Martin avait créé des copies digitales de toutes les bandes originales, qu'il a pu réutiliser pour ce jeu. Grâce à des logiciels de traitement audio, Martin et son équipe ont pu extraire séparément la musique des instruments en filtrant les sons à certaines fréquences, assurant ainsi les capacités multi-pistes nécessaires au bon fonctionnement du jeu,. Ce travail, mené aux studios Abbey Road avec l'aide de Paul Hicks et d'autres ingénieurs du son, les a occupés pendant des mois,.
Pendant le développement du jeu, Harmonix n'utilise que des versions lo-fi des remasters, qui sont suffisantes pour les programmeurs et le jeu des notes, Apple craignant qu'une fuite de remasters hi-fi chez Abbey Road ne mène à une utilisation non autorisée d'extraits dans des remixes. Ce n'est qu'à la publication du jeu que les derniers remasters sont utilisés. Harmonix ne remixe que très peu ces remasters ; dans certains cas, trois parties différentes de guitare étaient ramenées en une seule, le volume de cette piste de guitare étant légèrement augmenté pour permettre au joueur de suivre plus facilement les notes,. La possibilité de chanter des harmonies vocales jusqu'à trois joueurs, une nouveauté dans la série des Rock Band, est implémentée en tant que mode optionnel.
Bien que les enregistrements live de certaines chansons sont disponibles, comme Paperback Writer au Budokan, Giles Martin pense que certains rendus sont peu soignés et pas amusants à jouer. À la place, il prend donc les versions studio et y ajoute des effets audio pour recréer une ambiance de concerts. Le jeu contient aussi « des choses encore jamais entendues, jamais publiées », notamment des discussions entre le groupe et des accords d'instruments. Ces extraits sont joués durant les séquences de chargement ou concluent certaines chansons. Au sein des studios Abbey Road, Giles Martin recrée le son accidentel qui passait parfois dans les haut-parleurs. Pour y arriver, il a fallu par exemple enregistrer quatre personnes mimant l'acte de boire du thé.
En collaboration avec l'équipe artistique, les programmeurs ont tenté de faire correspondre le défilement des notes avec les performances réelles du groupe. Pour les parties de guitare, les notes colorées ne sont pas nécessairement sélectionnées pour correspondre exactement à la musique, mais pour reproduire le mouvement et la position des doigts des Beatles. Les notes sont ensuite ajustées sur dix animations de grattage différentes, pour être utilisées par les guitaristes virtuels. Concernant la batterie, le mode « expert » du jeu impose de jouer chaque coup de baguette présent dans la chanson, incluant certains rythmes particuliers aux habitudes ambidextres du jeu de Ringo Starr. Les parties vocales ont été ralenties et segmentées, permettant ainsi à l'équipe artistique de créer les mouvements faciaux appropriés aux paroles chantées.

### Éléments graphiques

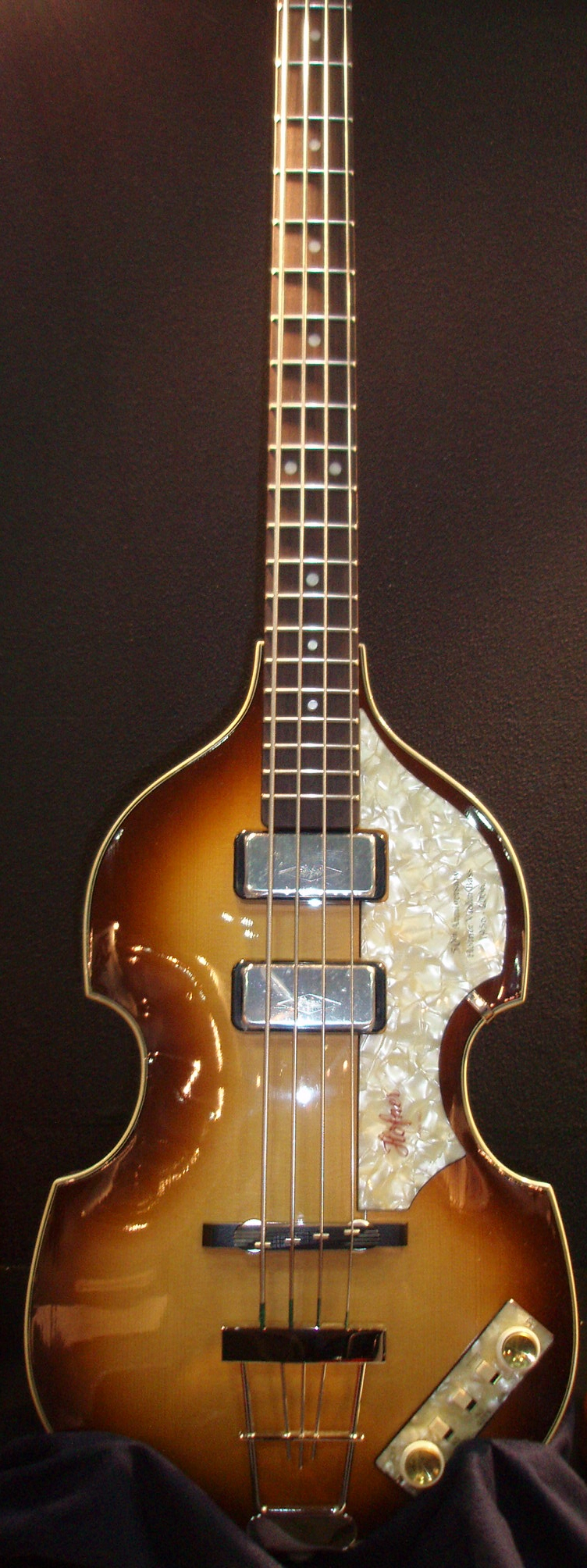
La basse Höfner de Paul McCartney, fidèlement reproduite dans le jeu.

Pour élaborer les éléments graphiques du jeu, les développeurs d'Harmonix ont accès aux archives d'Apple Corps ainsi qu'à des photos personnelles directement fournies par les ayants droit. Apple a des exigences strictes quant à la façon dont les Beatles doivent apparaître dans le jeu, à tel point que le directeur artistique, Ryan Lesser, expliquera plus tard que leur première ébauche de la tête de George Harrison a été sévèrement critiquée par Apple, mais que ces retours ont été importants pour le développement du style visuel du groupe. En plus du matériel fourni par Apple, les artistes d'Harmonix visionnent les huit parties de la série The Beatles Anthology (réalisée dans les années 1990) pour disposer de points de repère plus récents sur l'apparence du groupe. Bien que McCartney aurait voulu que la technologie permette un rendu très réaliste des membres du groupe, Harmonix décide de partir sur des visages aux traits exagérés, plutôt « cartoon », pour ensuite les ramener graduellement à un aspect plus réel. L'animation des personnages est réalisée à l'aide de la technique de la capture de mouvement, opérée sur de véritables groupes de musique reprenant les Beatles. Dhani Harrison participe également à l'animation. L'équipe d'Harmonix étudie méticuleusement les photos et autres supports à sa disposition, pour reproduire les vêtements que portaient les Beatles durant leurs concerts, ainsi que les instruments particuliers à certaines chansons. Par exemple, pour reproduire l'aspect du bois de la basse Höfner de McCartney, les développeurs ont pu avoir accès à un échantillon du bois utilisé par le fabricant.
Pour rendre le jeu plus authentique, l'équipe recrée les endroits et les événements associés à l'histoire du groupe, comme le Cavern Club, le concert au Shea Stadium (premier concert d'un groupe de rock dans un stade), celui au Nippon Budokan (premier concert d'un groupe de rock à cet endroit), les studios Abbey Road (où le groupe enregistre presque toutes ses chansons), et le célèbre concert sur le toit des bureaux d'Apple (le « rooftop concert »). Dans le jeu, le public représenté lors de ces concerts est vêtu à la mode des années 1960.
Vingt des chansons reprises dans le jeu sont associées à des séquences aux ambiances oniriques, qui représentent la période où les Beatles se consacraient exclusivement au studio après avoir abandonné les concerts, au milieu des années 1960. Ces séquences commencent avec le groupe jouant dans les studios Abbey Road, avant que la scène ne change pour représenter la chanson en cours. Ainsi, la séquence de Octopus's Garden se déroule sous l'eau sur un récif,, tandis que celle de I Am the Walrus rappelle l'ambiance psychédélique qui régnait lorsque le groupe la jouait dans le film Magical Mystery Tour. Certaines de ces séquences incluent des extraits des paroles, un effet qui, selon l'équipe artistique d'Harmonix, fonctionne bien pour Octopus's Garden ou With a Little Help from My Friends, mais a été jugé trop distrayant lorsque les scènes sont paisibles, comme celle de Here Comes the Sun. Le concept de ces scènes particulières a été élaboré lors de séances de brainstorming entre Harmonix et Apple. Comme il s'agissait un jeu célébrant les performances musicales, il fallait aller plus loin que simplement montrer les Beatles en train de jouer dans les studios Abbey Road. Certaines ambiances psychédéliques ont été en partie inspirées par le spectacle du Cirque du Soleil Love.
Le jeu inclut une cinématique d'ouverture produite par Pete Candeland, de Passion Pictures, avec l'aide de l'animateur Robert Valley et d'Alberto Mielgo pour les visuels d'arrière-plan,. Candeland, connu pour son travail sur les vidéos de Gorillaz, avait aussi produit les séquences d'ouverture de Rock Band et Rock Band 2. En l'espace de deux minutes et demie, la cinématique introduit l'histoire des Beatles, agrémentée de nombreuses références à leurs chansons, pour ensuite illustrer leurs albums studio par des scènes plus métaphoriques. Dans le mode « Histoire » du jeu, chacune des séquences est précédée de courtes animations introductives : celles-ci ont été réalisées par le studio MK12, qui avait travaillé sur les films L'Incroyable Destin de Harold Crick et Quantum of Solace.

## Liste des chansons jouables

### Morceaux disponibles à l'achat
The Beatles: Rock Band propose une sélection de 45 chansons retraçant la carrière des Beatles, jouées dans le contexte de leur parution. Par exemple, les premières chansons enregistrées par le groupe, comme Twist and Shout, sont interprétées au Cavern Club ; d'autres comme I Wanna Be Your Man sont jouées durant leur passage au The Ed Sullivan Show en 1964, et ainsi de suite. Les chansons du jeu viennent de tous les albums studio britanniques du groupe, bien que certains comme Beatles for Sale ou With the Beatles ne soient représentés que par une chanson, quand l'« album blanc » l'est avec cinq morceaux. Des singles hors-albums tels que Revolution et I Feel Fine sont également présentés. Enfin, un remix entre Tomorrow Never Knows et Within You Without You issu de l'album de 2006 Love complète la sélection.
Les chansons portent le copyright de « Sony/ATV Music Publishing Company », dont Michael Jackson était à 50 % possesseur durant la phase de production du jeu. Cependant, la mort de celui-ci deux mois avant la sortie programmée du jeu, n'a pas entraîné de complications.

### Morceaux téléchargeables
Des chansons peuvent également être téléchargées via la boutique du jeu. Le premier contenu téléchargeable publié est la chanson All You Need Is Love, proposée aux possesseurs de Xbox 360 dès la sortie du jeu, puis est distribuée sur les autres plates-formes peu de temps après. Une partie des revenus est reversée à l'association Médecins sans frontières. En deux semaines, avec près de 10 000 téléchargements, la chanson devient la plus téléchargée de celles proposées par Rock Band. Après avoir rapporté 200 000 dollars à l'association, elle devient, à partir de février et mars 2010, disponible sur Wii et PlayStation 3.
Toutes les chansons individuelles (dont les segments du medley d'Abbey Road) coûtent 1,49 € (160 Microsoft Points/200 Wii Points) et sont téléchargeables sur le PlayStation Network, sur Xbox Live et sur la boutique du jeu pour Wii. Le premier album publié, en octobre 2009, est Abbey Road, au prix de 11,37 € l'ensemble (1 360 Microsoft Points),. Ceux qui téléchargent l'album entier peuvent également jouer le medley comme une seule chanson, en plus des segments plus courts proposés. L'album Sgt. Peppers Lonely Hearts Club Band sort pour sa part en novembre. Ils sont rejoints en décembre par Rubber Soul.
L'absence de certaines chansons telles que Strawberry Fields Forever, Happiness Is a Warm Gun ou encore Help! a déçu nombre de joueurs. Cependant, l'arrivée de nouvelles chansons n'est pas certaine : John Drake, des studios Harmonix, a en effet expliqué que préparer de nouvelles chansons pour le jeu impliquait un travail sur les pistes originales, des voyages aux studios Abbey Road de Londres, et plus de travail que pour les chansons proposées par les autres jeux Rock Band. De fait, les développeurs ont choisi de voir où en seront les ventes des contenus téléchargeables déjà publiés, avant d'en proposer d'autres. MTV Games s'étant déclaré déçu par les ventes du jeu, l'arrivée de nouveaux contenus téléchargeables est peu probable.

## Parution et réception

### Sortie et accueil

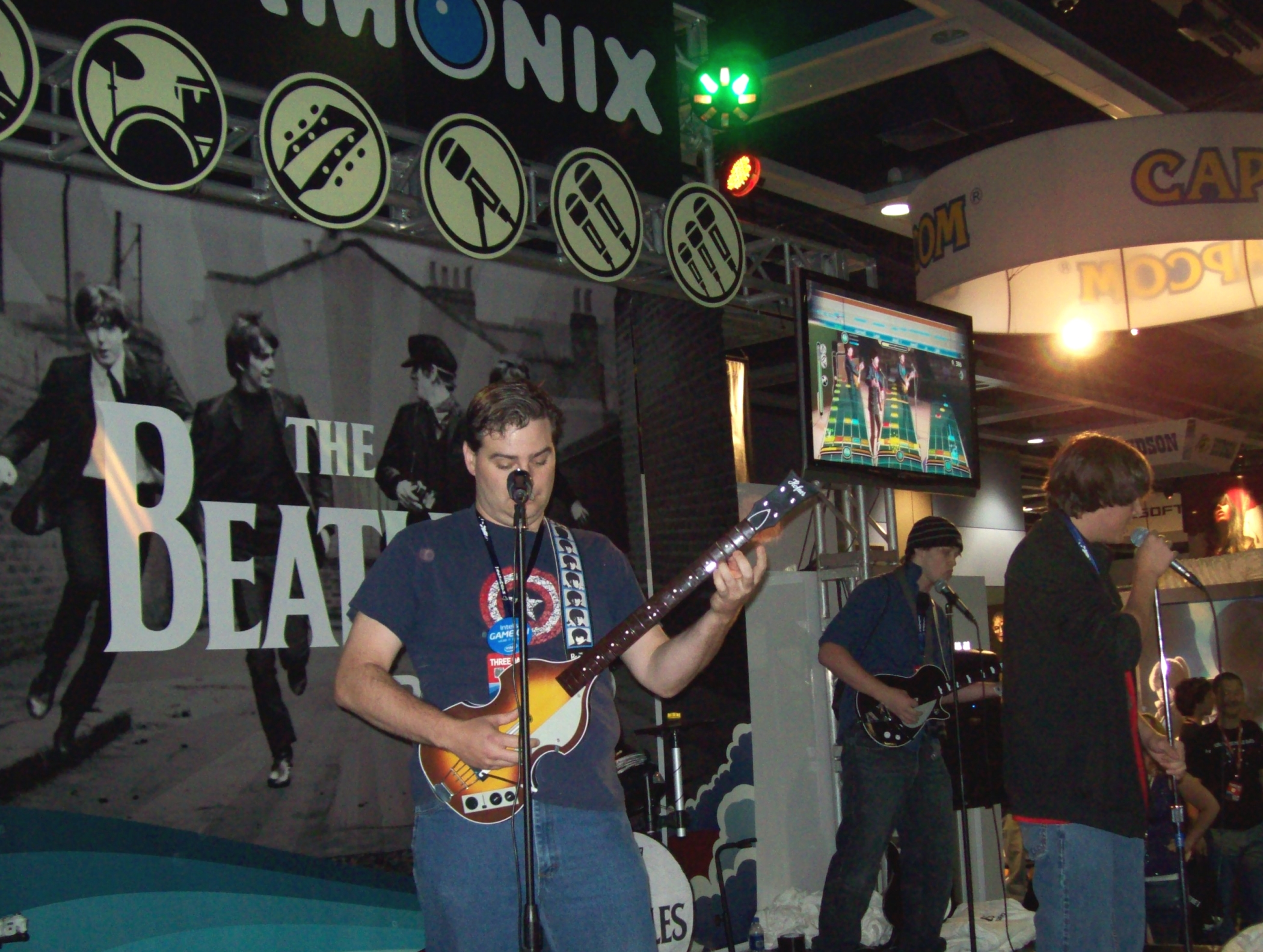
Trois personnes jouant à The Beatles: Rock Band.

Le jeu est dévoilé au public le 30 octobre 2008, lorsque Harmonix, MTV Games et Viacom annoncent avoir obtenu un accord exclusif avec Apple Corps pour développer le jeu. Auparavant, des rumeurs avançaient qu'Harmonix et MTV Games d'une part, et Activision d'autre part, étaient en compétition pour les droits des chansons du groupe, Activision les destinant à la franchise Guitar Hero. Finalement, l'accord entre Harmonix et Apple est le résultat de dix-sept mois de discussion. John Drake, porte-parole de Harmonix, déclare qu'Apple Corps « respectait et appréciait la créativité de Harmonix pour les jeux de rythme » comme faisant partie intégrante du succès de l'accord. Cet accord avec les ayants droit des Beatles inclut des royalties minimum de 10 millions de dollars, pouvant aller jusqu'à 40 millions de dollars, sur la base des premières estimations de ventes. Martin Bendier, de Sony/ATV Publishing, déclare que le montant n'est « même pas comparable à tout ce qui a été déjà fait précédemment. »
Le 18 avril 2009, des extraits du jeu sont dévoilés pour la première fois, durant le concert de McCartney au Coachella Festival. Lors de ses concerts suivants, McCartney a continué d'utiliser ces séquences.

Le jeu est présenté ensuite à l'E3, le 1er juin 2009. Après une présentation par Harmonix au début de la conférence de presse de Microsoft, Paul McCartney et Ringo Starr, les deux seuls Beatles encore en vie, montent sur la scène pour discuter brièvement du jeu. Yoko Ono et Olivia Harrison font aussi une courte apparition. Le même jour, la presse révèle dix des quarante-cinq chansons utilisées dans le jeu. Deux trailers sont aussi diffusés, l'un mettant en avant le gameplay et l'autre la cinématique d'ouverture, qui inclut cinq chansons. Enfin, la salle de l'E3 où le jeu est présenté est une reproduction des studios Abbey Road.
Le site web officiel du jeu est révêlé tôt dans l'année, affichant seulement des images des studios Abbey Road, ainsi que la date de sortie. Au fil du temps, des images des instruments apparaissent dans le studio au moment de l'annonce des périphériques du jeu. Le 5 mai 2009, le site est mis à jour avec des informations générales et du contenu promotionnel. Les clients qui ont pré-commandé le jeu chez certains vendeurs ont reçu un code d'accès pour voir des images et vidéos exclusives, avant qu'elles ne soient rendues accessibles à tout le monde.Un mois et demi après sa commercialisation, les ventes mondiales du jeu dépassent les 460.000 exemplaires et, au mois de janvier 2010, elles atteignent 1,7 million. En mai 2010, le bilan est cependant plus négatif : MTV Games s'avoue déçu des ventes et reconnaît avoir sous-estimé la forte concurrence.

### Accueil critique
| Publication                         | Note                                |
| ----------------------------------- | ----------------------------------- |
| AN GameSpot                         | 9 sur 10                            |
| RU IGN                              | 9 sur 10                            |
| FR Gamekult                         | 7 sur 10                            |
| FR Jeuxvideo.com                    | 16 sur 20                           |
| Compilations de plusieurs critiques |                                     |
| GameRankings                        | 90 % (basé sur 114 critiques)       |
| Metacritic                          | 89 sur 100 (basé sur 161 critiques) |

The Beatles: Rock Band est un succès critique quasi unanime. L'atmosphère du jeu et le soin apporté aux décors, ainsi que les bonus destinés aux fans, sont parmi les points les plus appréciés. Parmi les points faibles souvent relevés figurent le niveau trop faible de difficulté et le faible nombre de chansons. Les plus mauvaises critiques relevées par Metacritic, au nombre de deux, donnent un score de 70 %  7 sur 10 ?. L'un, Edge Magazine, déclare en effet que, si le jeu est un rêve devenu réalité pour les fans du groupe, il reste nettement en deçà de Rock Band 2.
Les critiques se réjouissent particulièrement de l'ambiance très fidèle à ce qu'a vécu le groupe, le jeu transcrivant bien les concerts endiablés de la Beatlemania et la tonalité psychédélique de la période passée en studio. L'ajout de la possibilité de chanter en harmonie (reprise dans Rock Band 3) est également très appréciée.
L'un des points négatifs est le coût, accentué par le petit nombre de chansons (45), qui incite à télécharger d'autres contenus. Ceci est jugé d'autant plus regrettable que certaines chansons jugées incontournables sont absentes, comme Help! ou She Loves You, au profit de chansons mineures. Le critique d'IGN.com qui fait ce constat reconnait que « Ceci dit, [...] cela en dit beaucoup sur la qualité des compositions du groupe, qu'Harmonix ait pu se permettre de laisser tant de leurs hits sur la touche et ait tout de même terminé avec quelque chose de vraiment exceptionnel. »